# Autosurf
Autosurf ist eine auf Besuchertausch basierende Form der Internet-Werbung. In vielen Fällen stecken sogenannte Schneeballsysteme dahinter.
Die Nutzer des Programmes erhalten Geld dafür, dass sie ein Browserfenster mit ständig wechselnder (typisch: alle 30 Sekunden neuer) Werbung auf ihrem Bildschirm anzeigen lassen. Anders als bei den verwandten Konzepten Paid to Read oder Paid to Click wird vom Nutzer keine Reaktion erzwungen.
Während die Registrierung bei den entsprechenden Anbietern kostenlos ist und nur eine gültige E-Mail-Adresse erfordert, werden für sogenannte Upgrades, die das Nutzerkonto für höhere Bezahlung qualifizieren, Gebühren verlangt. Dies wird manchmal als „Investment“ bezeichnet; als Vergütung werden prozentuale „Dividenden“ versprochen. Typisch sind Einzahlungen in Schritten von ca. 10 $, und bei ständiger Nutzung Auszahlungen ab ca. 1 $/Tag bis zu (Werbeaussage) „3.200 $/Monat“.
Das auszuzahlende Geld soll von den Werbekunden stammen oder durch angebliche Finanztransaktionen, z. B. „HYIP-Investitionen“ (High Yield Investment Programs) des Betreibers verdient werden. In vielen Fällen verwenden die Betreiber die Einlagen neuer Nutzer, um anderen Nutzern ihre „Gewinne“ auszuzahlen, nach der Art eines Schneeball- oder Pyramidensystems.
Grundsätzlich kann man davon ausgehen, dass wenn die Renditeversprechung größer als 10 % ist, es sich um ein Schneeballsystem handelt.